# Corpus Iuris Canonici

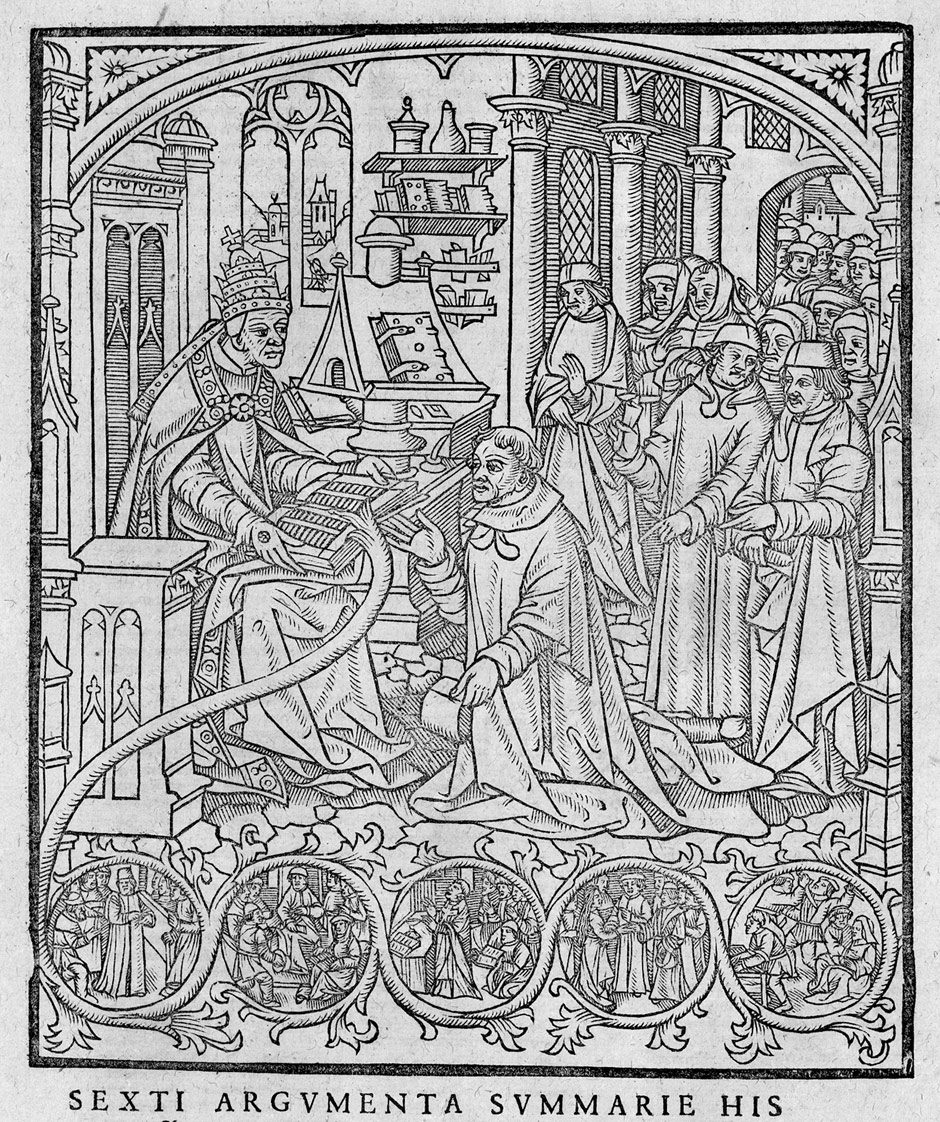
Grabado de una edición del Corpus Iuris Canonici de 1573.

El Corpus Iuris Canonici (en español "Cuerpo del Derecho Canónico") es una colección de normas canónicas de la Iglesia católica, formada a su vez por varias colecciones, unas de autores privados y otras oficiales, compuestas entre 1140 y 1503. El Corpus se utilizó como fuente del Derecho canónico de la Iglesia latina hasta la promulgación del primer Codex Iuris Canonici en 1917.
Esta colección está formada por seis obras:
- El Decreto de Graciano (1140-1142).
- Las Decretales o Liber extra de Gregorio IX (1234).
- El Liber Sextus (1298).
- La Clementinae (1317).
- Las Extravagantes de Juan XXII (1319 - 1325).
- Las Extravagantes communes (1500).